# Koninginnedag 2009

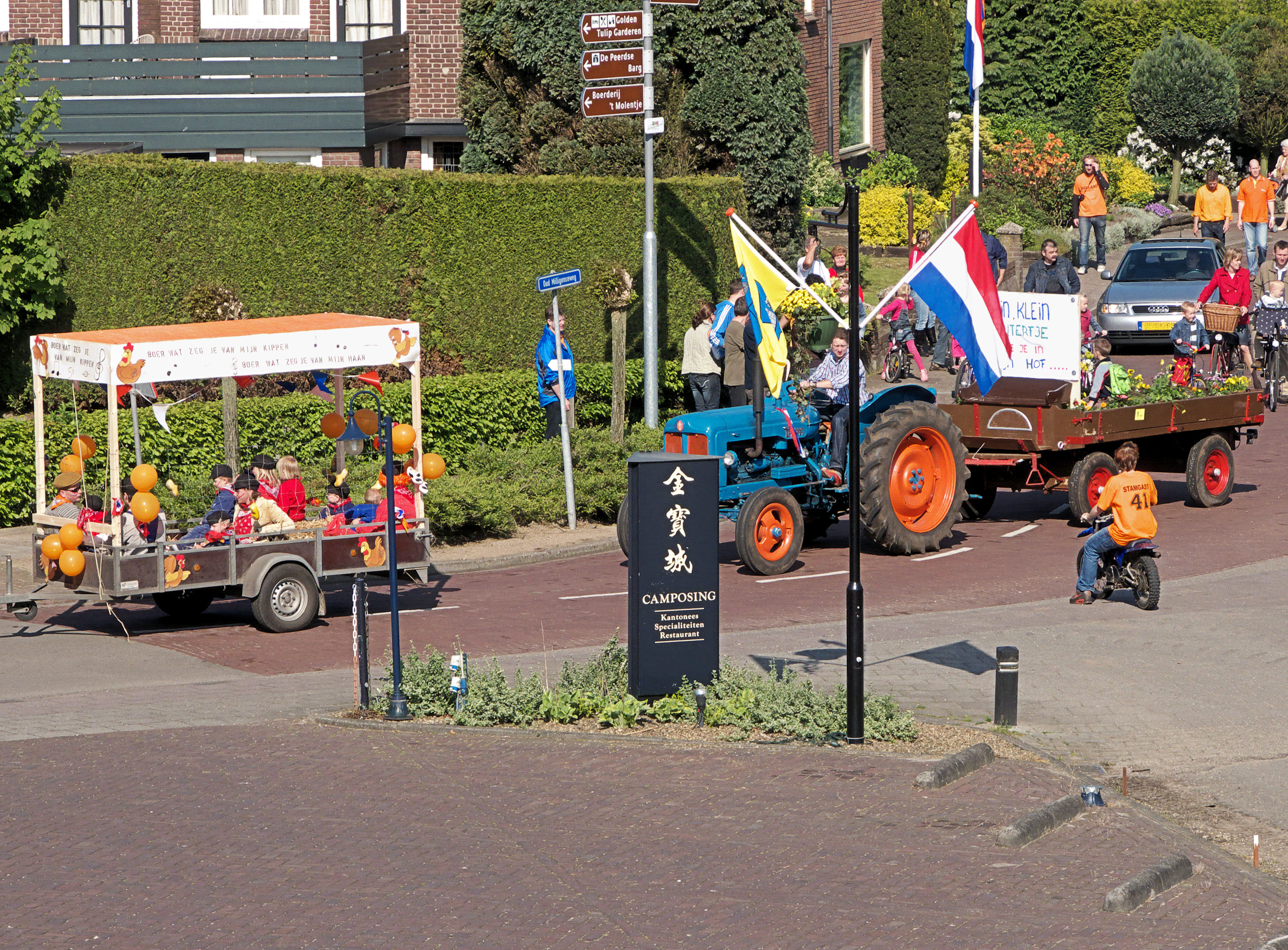
Koninginnedag 2009 in Garderen.

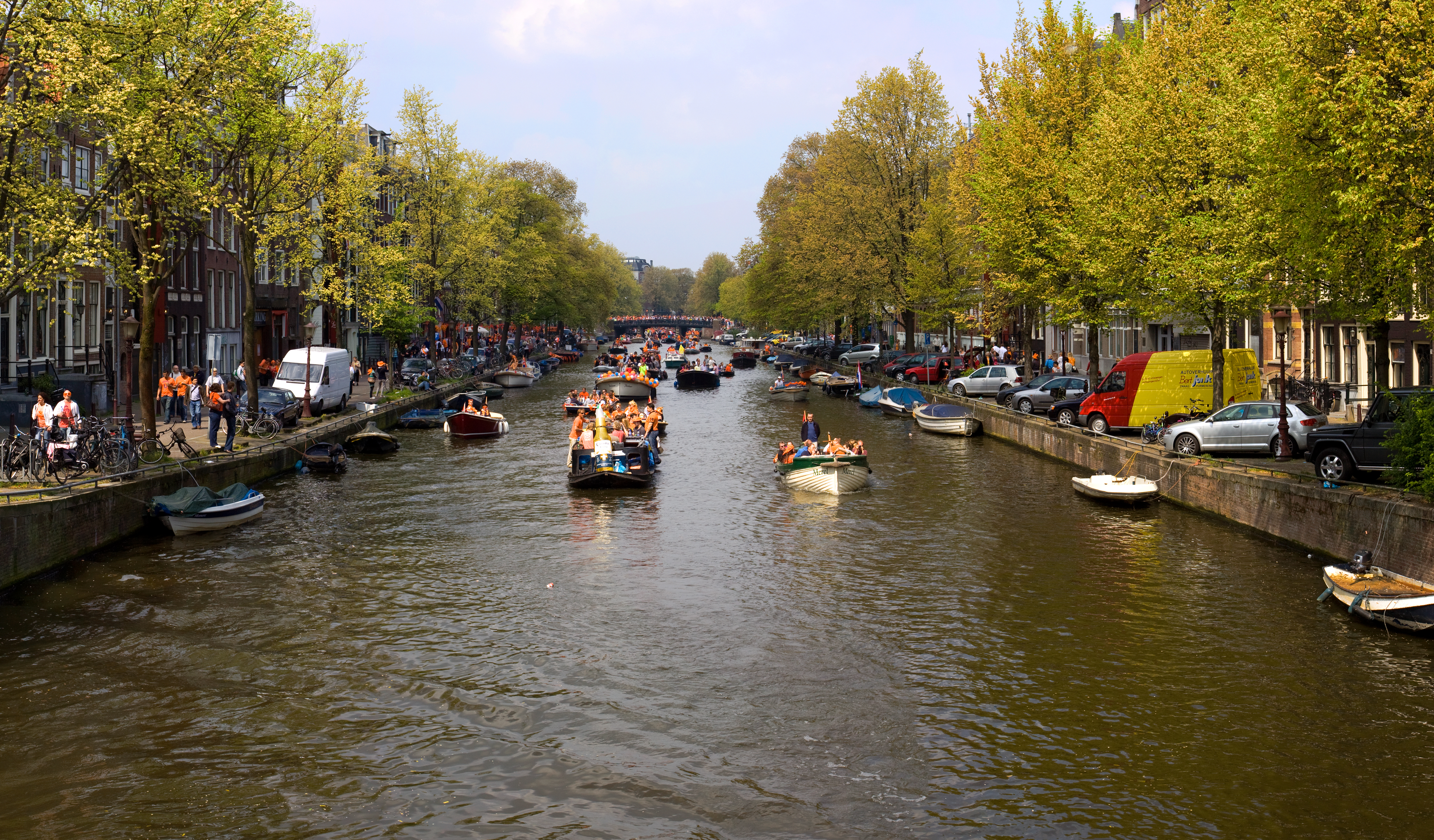
Koninginnedag 2009 in Amsterdam.

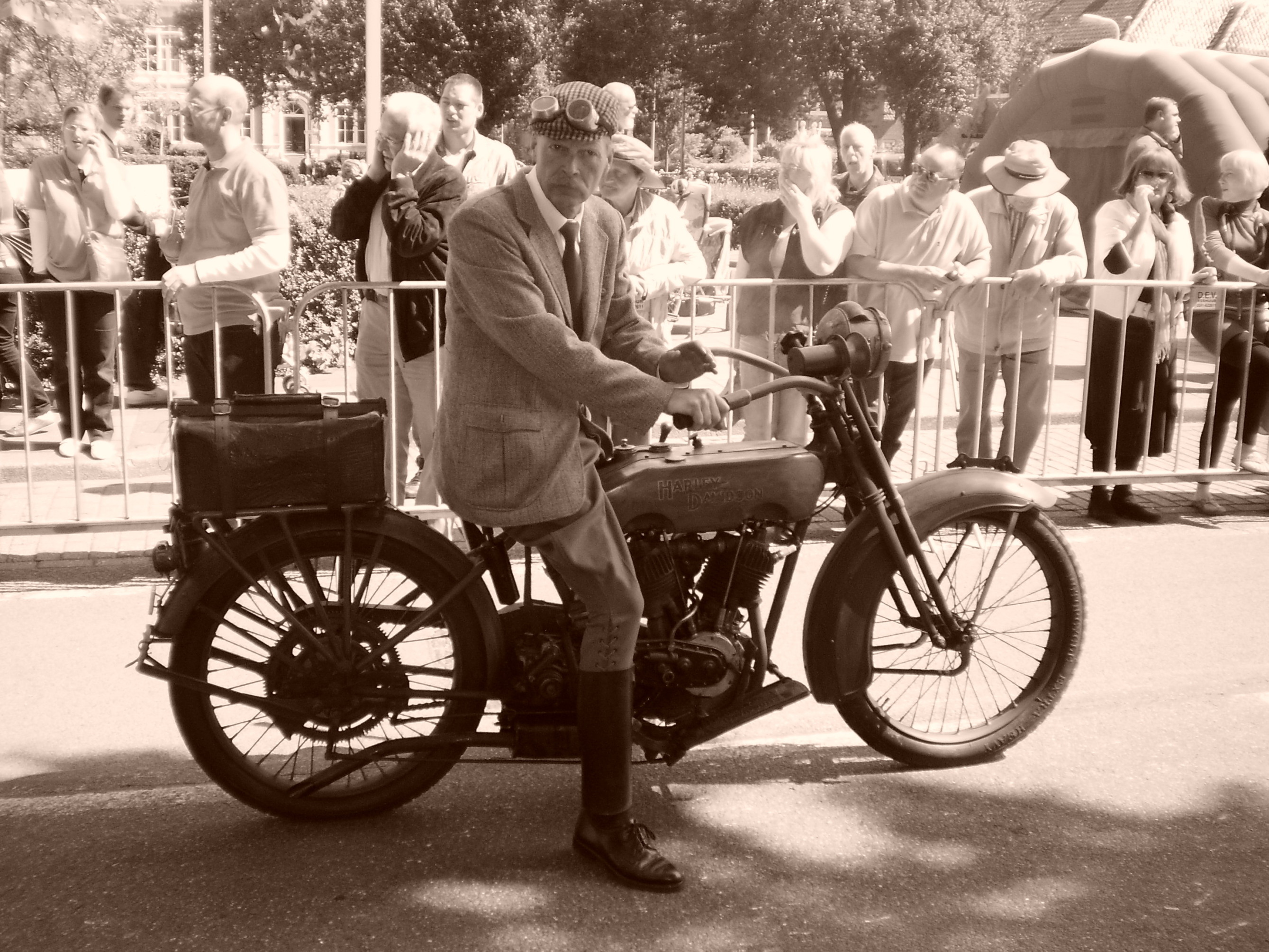
Deelnemer historische optocht

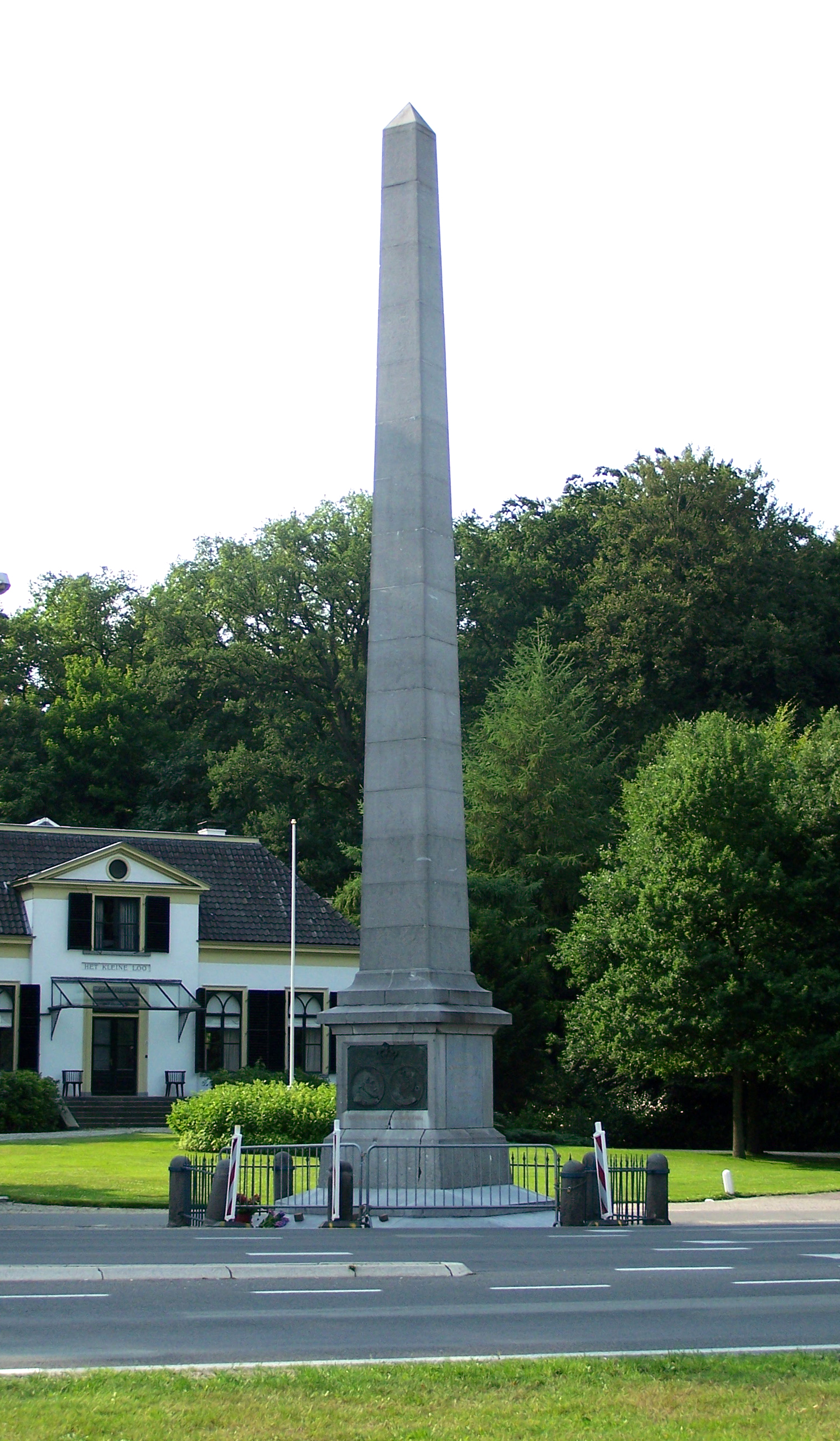
De Naald, bij de plek waar de aanslag op het Koningshuis plaatsvond

Koninginnedag 2009 is de viering van de Nederlandse nationale feestdag Koninginnedag, 30 april, in 2009. Koningin Beatrix en haar familie bezochten toen de Gelderse stad Apeldoorn om het nationale feest te vieren.
De festiviteiten in Apeldoorn werden echter afgebroken na een aanslag op het koningshuis: een auto reed door een afzetting en de mensenmassa en kwam op korte afstand van de bus waar de koninklijke familie in zat, tegen het monument De Naald tot stilstand. Als gevolg hiervan kwamen acht mensen om het leven, onder wie de bestuurder van de auto.

## Voorafgaande nacht
In de aanloop van Koninginnedag 2009 werden in de avond van 29 april en de nacht van 29 op 30 april in diverse grote steden feesten georganiseerd. De Haagse KoninginneNach trok 250.000 bezoekers. De feesten verliepen zonder veel noemenswaardige moeilijkheden.

## Koninginnedag in Amsterdam
Het Museumplein in Amsterdam was toneel voor het grootste concert van Koninginnedag. Het concert werd georganiseerd door Radio 538 en er waren zo'n 200.000 bezoekers afgekomen op de optredens. Er traden artiesten op als DJ Jean, DJ Tiësto, VanVelzen, Gerard Joling, maar ook was er het eerste comeback concert in Nederland van Ray & Anita, van 2 Unlimited.
In totaal trok Koninginnedag in Amsterdam zo'n 600.000 bezoekers, evenveel als andere jaren.

## Koninginnedag in Apeldoorn

### De organisatie
Bijzonder aan deze viering van Koninginnedag was dat de koninklijke familie slechts één plaats bezocht en dat er een defilé op het programma stond. Met dit defilé zou worden stilgestaan bij de honderdste geboortedag van koningin Juliana. Tijdens haar regeerperiode (tot en met 1980) was het defilé bij paleis Soestdijk vast onderdeel van Koninginnedag. Tijdens het defilé in 2009 zouden presentaties worden gegeven door de dorpen uit de gemeente Apeldoorn. Ook was het de bedoeling dat de koningin in paleis Het Loo een tentoonstelling zou openen over Juliana, haar moeder. Tevens was er een historische optocht. Onder meer antieke voertuigen reden door de straten van de stad, gedeeltelijk over hetzelfde parcours als dat van de Koningin (in tegenovergestelde richting). Voor de avond stond er vuurwerk op het programma. De plaatselijke media besteedden in de voorafgaande weken veel aandacht aan de groots opgezette voorbereidingen.

### De eerste uren
Zoals gebruikelijk was een aantal kinderen uitgekozen om een boeket bloemen te geven aan de vrouwelijke leden van de familie. Een van de uitverkorenen was de zevenjarige Suzanne Huisman. Zij was al een oude bekende van prinses Máxima: toen de prinses tijdens haar kennismaking met Nederland een bezoek bracht aan een kraamkliniek, werd haar gevraagd de veel te vroeg geboren Suzanne vast te houden. Nu, zeven jaar later, mocht Suzanne bloemen aan de prinses geven. Máxima bedankte haar met een kus (andere kinderen kregen slechts een handdruk).
Tijdens de daaropvolgende wandeling kon de familie kijken naar speelse bezigheden en daar ook aan meedoen. Ze staken met waterfietsen of een tokkelbaan het water over (maar het kon ook over de brug) en probeerden zo snel mogelijk een fiets naar boven te fietsen.
Hierna stapte de familie in een open bus (cabriobus) om stapvoets langs de historische optocht naar paleis Het Loo te gaan voor het defilé.

### Aanslag
Rond 11.50 uur veranderde de situatie volledig toen een zwarte Suzuki Swift door de dranghekken en de mensenmenigte reed, in de richting van de open bus waarin de koninklijke familie zich op dat moment bevond (voor de oprijlaan van Paleis Het Loo). De al beschadigde auto reed over het kruispunt Jachtlaan-Loolaan vlak langs honderden toeschouwers en kwam tot stilstand tegen het monument De Naald. De bus reed op dat moment juist langs dat punt, zo'n vijftien meter verderop aan de andere kant van de weg, zodat de koninklijke familie getuige was van de klap. De bus reed snel door naar Het Loo.

## Festiviteiten afgelast of ingekort
Om 12.15 uur werd besloten om het resterende officiële programma in Apeldoorn te staken.
Als gevolg van het incident in Apeldoorn werden in de loop van 30 april vieringen in veel plaatsen opgeschort. De vlaggen op de overheidsgebouwen werden halfstok gehangen. De Bond van Oranjeverenigingen riep in de loop van de middag op om verdere festiviteiten in heel Nederland af te gelasten.
Evenementen in het hele land, zoals het Koninginnedagconcert van het Residentie Orkest dat 's avonds in Den Haag zou plaatsvinden, werden afgelast. Bij het Koninginnedagconcert van Radio 538 in Amsterdam gingen geplande optredens van diverse artiesten niet door. Het concert ging wel in aangepaste vorm verder, maar werd twee uur eerder beëindigd. Op het Museumplein in Amsterdam werd een moment stilte in acht genomen. Ook elders in het land, onder andere in Rotterdam, Utrecht en Groningen, werden officiële festiviteiten afgelast. Dit gebeurde geleidelijk, zodat niet alle feestgangers tegelijkertijd huiswaarts zouden keren. De vrijmarkt in Amsterdam ging door. In Amsterdam waren, zoals ieder jaar, vele honderdduizenden mensen op de been (dit jaar net als vorig jaar circa 600.000, waarvan er ruim 250.000 per trein waren gekomen). Als alle evenementen tegelijk zouden worden afgelast, zou dit kunnen leiden tot gevaarlijke situaties.
De PvdA kondigde 's avonds aan dat ook de 1 mei-vieringen de volgende dag waren afgelast.
Op 6 juni 2009 kwam vrijwel de hele koninklijke familie opnieuw naar Apeldoorn, om op paleis Het Loo alsnog degenen te bedanken die Koninginnedag hadden georganiseerd. Naast deze informele invulling van de traditionele 'nazit' bezochten de Oranjes de tentoonstelling 100 jaar Juliana, die de koningin op 30 april had willen openen. Beatrix had zelf het initiatief voor deze voltooiing genomen.